# PSR B1919+21
PSR B1919+21 — пульсар с периодом 1,33730110168 секунды и временем импульса в 0,04 секунды. Это первый открытый радиопульсар, открыт в июле 1967 года Джоселин Белл. Первоначальное название СР 1919, а также PSR J1921 +2153. Объект находится в созвездии Лисички.

## Исследование
По определённому характеру сигнала исследователи Джоселин Белл и её руководитель Энтони Хьюиш сначала заподозрили, что это сигнал от другой цивилизации:

Мы не верили, что мы получили сигналы от других цивилизаций, но, очевидно, идея приходила нам в голову, и у нас не было доказательств того, что это радиоизлучение имело полностью естественное происхождение. Это интересная задача — если кто-то думает, что он, возможно, обнаружил жизнь в другом месте Вселенной, как он может заявить об этом ответственно? Кому он должен это сообщить?— 
Позже исследователи Томас Голд и Фред Хойл, правильно определив эти сигналы, установили, что это быстро вращающаяся нейтронная звезда с сильным магнитным полем.